# 1998-as labdarúgó-világbajnokság
Az 1998-as labdarúgó-világbajnokság házigazdája Franciaország volt. A tornát 1998. június 10. és július 12. között rendezték. A FIFA 1992-ben döntött úgy, hogy Franciaország rendezheti meg a vb-t. Marokkót előzték meg a szavazáson. A címvédő Brazília volt. Ezen a világbajnokságon vett részt először 32 csapat. A csapatokat nyolc csoportba sorsolták, ahonnan az első két helyezett jutott tovább. A nyolcaddöntőtől egyenes kieséses rendszerben folytatódott a torna.
A világbajnoki címet Franciaország válogatottja szerezte meg, miután a döntőben 3–0 arányban legyőzte a címvédő Brazíliát. Zinédine Zidane két gólt is szerzett a döntőben. Franciaország úgy nyerte meg a címet, hogy mindössze 2 gólt kapott az egész tornán, és egy döntetlen kivételével (az olaszok elleni negyeddöntőben) minden mérkőzését megnyerte. A francia kaput csak a dánoknak, illetve a horvátoknak sikerült bevenniük. Franciaország a futballtörténelem hetedik világbajnoka lett, valamint a hatodik olyan győztes, amely hazai pályán szerezte meg a trófeát.

## Helyszínek
A mérkőzéseket tíz stadionban játszották:
| Saint-Denis           | Marseille                                                                                 | Párizs                                                                                    | Lyon                                                                                      |
| --------------------- | ----------------------------------------------------------------------------------------- | ----------------------------------------------------------------------------------------- | ----------------------------------------------------------------------------------------- |
| Stade de France       | Stade Vélodrome                                                                           | Parc des Princes                                                                          | Stade de Gerland                                                                          |
| Férőhely: 80 000      | Férőhely: 60 000                                                                          | Férőhely: 48 875                                                                          | Férőhely: 44 000                                                                          |
|                       |                                                                                           |                                                                                           |                                                                                           |
| Lens                  | Saint-Denis Marseille Párizs Lens Lyon Nantes Toulouse Saint-Étienne Bordeaux Montpellier | Saint-Denis Marseille Párizs Lens Lyon Nantes Toulouse Saint-Étienne Bordeaux Montpellier | Saint-Denis Marseille Párizs Lens Lyon Nantes Toulouse Saint-Étienne Bordeaux Montpellier |
| Stade Félix Bollaert  | Saint-Denis Marseille Párizs Lens Lyon Nantes Toulouse Saint-Étienne Bordeaux Montpellier | Saint-Denis Marseille Párizs Lens Lyon Nantes Toulouse Saint-Étienne Bordeaux Montpellier | Saint-Denis Marseille Párizs Lens Lyon Nantes Toulouse Saint-Étienne Bordeaux Montpellier |
| Férőhely: 41 300      | Saint-Denis Marseille Párizs Lens Lyon Nantes Toulouse Saint-Étienne Bordeaux Montpellier | Saint-Denis Marseille Párizs Lens Lyon Nantes Toulouse Saint-Étienne Bordeaux Montpellier | Saint-Denis Marseille Párizs Lens Lyon Nantes Toulouse Saint-Étienne Bordeaux Montpellier |
|                       | Saint-Denis Marseille Párizs Lens Lyon Nantes Toulouse Saint-Étienne Bordeaux Montpellier | Saint-Denis Marseille Párizs Lens Lyon Nantes Toulouse Saint-Étienne Bordeaux Montpellier | Saint-Denis Marseille Párizs Lens Lyon Nantes Toulouse Saint-Étienne Bordeaux Montpellier |
| Nantes                | Saint-Denis Marseille Párizs Lens Lyon Nantes Toulouse Saint-Étienne Bordeaux Montpellier | Saint-Denis Marseille Párizs Lens Lyon Nantes Toulouse Saint-Étienne Bordeaux Montpellier | Saint-Denis Marseille Párizs Lens Lyon Nantes Toulouse Saint-Étienne Bordeaux Montpellier |
| Stade de la Beaujoire | Saint-Denis Marseille Párizs Lens Lyon Nantes Toulouse Saint-Étienne Bordeaux Montpellier | Saint-Denis Marseille Párizs Lens Lyon Nantes Toulouse Saint-Étienne Bordeaux Montpellier | Saint-Denis Marseille Párizs Lens Lyon Nantes Toulouse Saint-Étienne Bordeaux Montpellier |
| Férőhely: 39 500      | Saint-Denis Marseille Párizs Lens Lyon Nantes Toulouse Saint-Étienne Bordeaux Montpellier | Saint-Denis Marseille Párizs Lens Lyon Nantes Toulouse Saint-Étienne Bordeaux Montpellier | Saint-Denis Marseille Párizs Lens Lyon Nantes Toulouse Saint-Étienne Bordeaux Montpellier |
|                       | Saint-Denis Marseille Párizs Lens Lyon Nantes Toulouse Saint-Étienne Bordeaux Montpellier | Saint-Denis Marseille Párizs Lens Lyon Nantes Toulouse Saint-Étienne Bordeaux Montpellier | Saint-Denis Marseille Párizs Lens Lyon Nantes Toulouse Saint-Étienne Bordeaux Montpellier |
| Toulouse              | Saint-Étienne                                                                             | Bordeaux                                                                                  | Montpellier                                                                               |
| Stadium de Toulouse   | Stade Geoffroy-Guichard                                                                   | Parc Lescure                                                                              | Stade de la Mosson                                                                        |
| Férőhely: 37 000      | Férőhely: 36 000                                                                          | Férőhely: 35 200                                                                          | Férőhely: 34 000                                                                          |
|                       |                                                                                           |                                                                                           |                                                                                           |

## Kabala

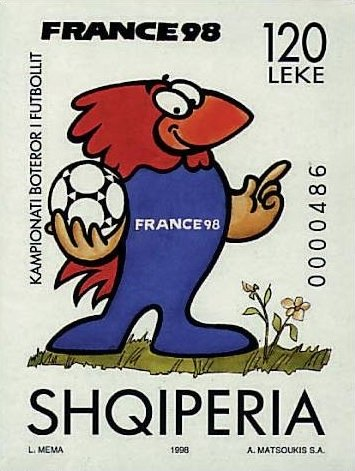
Footix

A világbajnokság hivatalos kabalája Footix volt, amely egy kakas a "FRANCE 98" felirattal a mellkasán. A teste nagy része kék színű, mint a házigazda nemzeti csapat meze, a neve a "football" szóból és az "-ix" végződésből tevődik össze, ami az ókori gall nevekre utal, akiknek a leszármazottjaiknak tekintik magukat a franciák. A gall szó egyébként kakast jelent.

## Selejtezők

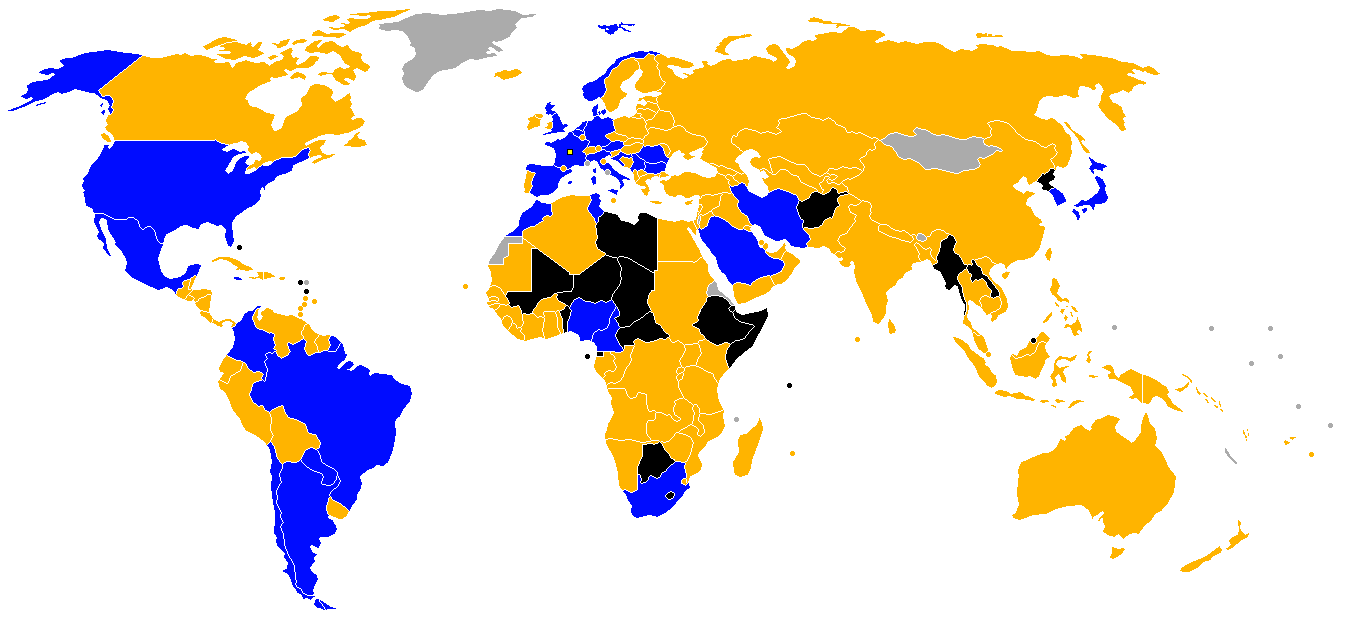

A selejtezőkre 174 nemzet labdarúgó-szövetsége adta le a nevezését a világbajnokságra. A selejtezők csoportbeosztását az összes selejtezőzónához 1995. december 12-én készítették el Párizsban. A rendező Franciaország, és a címvédő Brazília automatikus résztvevője volt a tornának.
Négy nemzet először vett részt a világbajnokságon: Horvátország, Jamaica, Japán és Dél-Afrika.
A következő csapatok vettek részt az 1998-as labdarúgó-világbajnokságon:
Zárójelben az 1998. május 20-i szerinti FIFA-világranglista-helyezés olvasható.
| Ázsia – AFC (4) - Irán (42.) - Japán (12.) - Dél-Korea (20.) - Szaúd-Arábia (34.) Afrika – CAF (5) - Tunézia (21.) - Kamerun (49.) - Marokkó (13.) - Nigéria (74.) - Dél-afrikai Köztársaság (24.) Észak-Amerika, Közép-Amerika & Karibi térség – CONCACAF (3) - Jamaica (30.) - Mexikó (11.) - Egyesült Államok (14.) Dél-Amerika – CONMEBOL (5) - Argentína (6.) - Brazília (1.) (címvédő) - Kolumbia (10.) - Chile (9.) - Paraguay (29.) | Óceánia – OFC (0) - egy sem Európa – UEFA (15) - Ausztria (31.) - Belgium (36.) - Bulgária (35.) - Horvátország (19.) - Dánia (27.) - Anglia (5.) - Franciaország (18.) (rendező) - Németország (2.) - Olaszország (14.) - Hollandia (25.) - Norvégia (7.) - Románia (22.) - Spanyolország (4.) - Skócia (41.) - Jugoszlávia (8.) |

## Összegzés
A torna lebonyolítása különbözött az 1994-esétől, mivel a döntőt kibővítették 24-ről 32-csapatosra. A 32 csapatot nyolc négyes csoportra osztották szét. A nyolc csoportgyőztes és a nyolc csoportmásodik jutott be az egyenes kiesési szakaszba. Itt vezették be az egyenes kieséses és a helyosztó mérkőzések eldöntésére az aranygól szabályt. Egy másik változtatás, ami ezen a világbajnokságon lépett hatályba, hogy a rendes játékidő letelte után a negyedik számú játékvezető egy elektronikus kijelzőn bemutatja, hogy hány perc hosszabbítást kell lejátszani. Ez a gyakorlat azóta megmaradt, miután jól bevált a médiának és a nézőknek egyaránt.
A torna az 1994-es labdarúgó-világbajnokság győztesének, Brazíliának a Skócia felett aratott 2-1-es győzelmével kezdődött. Norvégia meglepetést okozott az A csoportban, mivel legyőzte a címvédőt 2-1-re, 2 későn szerzett találattal. Mégis mindkét csapat továbbjutott a következő körbe. Olaszország könnyedén nyerte meg a B csoportot, míg Chilének három döntetlen is elég volt a továbbjutáshoz. Az Olaszország-Chile összecsapáson, amely 2-2-es döntetlennel ért véget, az olasz Roberto Baggiót kísértette a 4 évvel korábbi döntő büntetőpárbajában kihagyott tizenegyese: ezúttal értékesített a büntetőt, és ezzel Olaszország elérte a döntetlent.
Franciaország végigsöpört a C csoporton, az egyedüli hibája az volt, hogy Zinédine Zidanet a Szaúd-Arábia elleni 4-0-s győzelem alkalmával kapott piros lapja miatt két mérkőzésre eltiltották. Dánia is továbbment a csoportból. Meglepetésre Nigéria volt a D csoport győztese, amelyet Halálcsoportnak neveztek, Spanyolország újfent elbukott egy jelentős világeseményen. Nigéria 3-2-re győzte le őket egy szenzációs mérkőzésen, és továbbjutott a következő fordulóba Paraguayjal együtt.
Hollandia és Mexikó volt a továbbjutó az E csoportból, amelyben négy mérkőzésen is döntetlen született. Németország és Jugoszlávia könnyedén jutott túl az F csoportból.
Románia egy későn szerzett góllal 2-1-re legyőzte Angliát, és a G csoport élén végzett; Anglia a második helyezett lett. Argentína végigsöpört a H csoporton, az újonc Horvátország csatlakozott hozzá a második helyen.
A második körben Olaszország 1-0-ra legyőzte Norvégiát, Brazília könnyed 4-1-es győzelmet aratott Chile ellen. A világbajnokságok történetében Laurent Blanc szerezte az első aranygólt, amikor a rendező legyőzte Paraguayt 1-0 arányban. Dánia meglepte Nigériát, 4-1-re ütötte ki őket. Németország elverte Mexikót, Hollandia 2-1-re legyőzte Jugoszláviát. Horvátország 1-0-ra verte Romániát. Argentína büntetőkkel győzte le Angliát, miután a rendes játékidő 2-2-es döntetlennel zárult. A 18 éves Michael Owen is szerzett gólt. A mérkőzést döntően befolyásolta David Beckham kiállítása, miután felrúgta Diego Simeonet.
Franciaország gólnélküli döntetlent követően büntetőkkel győzte le Olaszországot a negyeddöntőben. Brazília 3-2-re nyert Dánia ellen egy izgalmas találkozón. Horvátország talán a torna legmegdöbbentőbb dolgát okozta azzal, hogy 3-0-ra legyőzte Németországot, és ezzel egész Európában ünneplést váltott ki. A Hollandia-Argentína mérkőzést tönkretette az erőszak.A találkozón az argentin sztár, Ariel Ortega kapott piros lapot a holland kapus, Edwin van der Sar lefejeléséért, miután van der Sar összetűzésbe került Ortegával egy büntetőgyanús esetnél. Röviddel Ortega kiállítását követően Dennis Bergkamp megszerezte a továbbjutást érő gólt a hajrában, így Hollandia 2-1-re bizonyult jobbnak Argentínánál.
Az elődöntőben Patrick Kluivert 1-1-re egyenlített Hollandia számára a brazilok ellen, de a hollandok nem tudtak nyerni a büntetőpárbajban, így Brazília jutott be a döntőbe. Franciaország csatlakozott hozzá, a hátvéd Lilian Thuram két gólt szerzett az Aranycipős Davor Šukert is felvonultató Horvátország elleni elődöntőben. A horvátok legyőzték a hollandokat a harmadik helyért rendezett mérkőzésen, ezzel óriási meglepetést okozva újoncként a 3.helyen végeztek.
Ez volt az első alkalom, hogy a házigazda és a címvédő találkozott egymással a döntőben. Zinédine Zidane két szöglet után két fejesgólt szerzett a 27. percben és az első félidő hosszabbításában, és Emmanuel Petit is szerzett egy kései gólt a második félidő hosszabbításában, amivel Franciaország 3-0-s győzelmet aratott Brazília felett. Brazília sztárjátékosa, Ronaldo gyengén játszott, rejtélyes rohama volt az előző éjszaka, és számos kérdés vetődött fel a kezdőcsapatba állításáról. Egy becslés szerint egymillió ember vett részt Párizs utcáin az ünneplésben az éjszaka. Franciaország a hetedik világbajnok lett; Uruguayhoz, Olaszországhoz, Németországhoz, Brazíliához, Angliához és Argentínához csatlakozott.
Az esemény hivatalos dala a La Copa de la Vida volt Ricky Martin előadásában. Ezen a világbajnokságon alkalmazták először az EVS-rendszert, mely a pályákon kihelyezett 20-30 kamerakép jelentős részét tudta lassítani. Ez által élvezetesebbé vált a televíziónézők számára a képi világ, és a rendszer segítséget adott a vitás helyzetek gyors elemzéséhez.

## Játékvezetők
A FIFA Játékvezető Bizottsága 34 játékvezetőt, valamint 33 asszisztenst, partbírót jelölt ki a találkozók irányítására. A kiválasztottak a torna előtt fizikai (kooper teszt), szellemi és egészségi felmérésen vettek részt. Különféle felkészítéseken kívül első alkalommal kaptak átfogó ismereteket az egymás közötti (bíró, partbírók és a negyedik játékvezető) információs rendszer (Signal Bip) használatáról. Ezt a rendszert először az Amerikában, Atlantában rendezett 1996. évi nyári olimpiai játékok labdarúgó tornáján próbálták ki, nagy sikerrel. A játékvezetők közül öten, Ali Búdzsszajm, Lim Kee Chong, Arturo Brizio Carter, Alberto Tejada Noriega és Mario van der Ende az Egyesült Államokban rendezett, 1994-es labdarúgó-világbajnokság mérkőzésein is szerepet kaptak.
| Konföderáció                                 | Játékvezető | Partjelzők |
| -------------------------------------------- | --- | --- |
| Afrika                                       | Szaíd Belkola Gamál al-Gandúr Lucien Bouchardeau Lim Kee Chong Ian McLeod | Dramane Danté Mohammed Manszri Owen Powell Achmat Salie Chris Soldatos |
| Ázsia                                        | Abd er-Rahmán ez-Zejd Ali Búdzsszajm Okada Maszajosi Phirom Anpraszöt | Abdul Hamid Halim Huszejn Gadanfari Wickeramatunge Samararathna Cson Jonghjon Mohammed al-Múszavi |
| Európa                                       | Marc Batta Günter Benkö Pierluigi Collina Hugh Dallas Paul Durkin José García-Aranda Bernd Heynemann Nyikolaj Levnyikov Urs Meier Vítor Melo Pereira Kim Milton Nielsen Rune Pedersen Vágner László Mario van der Ende Ryszard Wójcik | Fernando Tresaco Gracia Evžen Amler Laurent Rausis Jurij Dupanov Mark Warren Gennaro Mazzei Marc van den Broeck Emanuel Zammit Eddie Foley Mikael Nilsson Nicolae Grigorescu Erich Schneider Jacek Pocięgiel Jacques Poudevigne |
| Észak-Amerika, Közép-Amerika & Karibi térség | Esfandiar Baharmast Arturo Brizio Carter Ramesh Ramdhan | Merere Gonzales |
| Óceánia                                      | Edward Lennie | Lencie Fred |
| Dél-Amerika                                  | Javier Castrilli Epifanio González Márcio Rezende de Freitas Mario Sánchez Alberto Tejada Noriega John Toro Rendón | Jorge Luis Arango Luis Torres Zúñiga Celestino Galván Reynaldo Salinas Claudio Rossi Jorge Diaz Gálvez Arnaldo Pinto |

## Keretek
Mindegyik csapat 22 játékost nevezhetett a világbajnokságra.

## Csoportkör
Minden időpont helyi idő szerinti (CEST)/(UTC+2)

### A csoport
| Hely. | Csapat   | M | Gy | D | V | G+ | G– | Gk | P | Továbbjutás                                |
| ----- | -------- | - | -- | - | - | -- | -- | -- | - | ------------------------------------------ |
| 1.    | Brazília | 3 | 2  | 0 | 1 | 6  | 3  | +3 | 6 | Továbbjutott az egyenes kieséses szakaszba |
| 2.    | Norvégia | 3 | 1  | 2 | 0 | 5  | 4  | +1 | 5 | Továbbjutott az egyenes kieséses szakaszba |
| 3.    | Marokkó  | 3 | 1  | 1 | 1 | 5  | 5  | 0  | 4 |                                            |
| 4.    | Skócia   | 3 | 0  | 1 | 2 | 2  | 6  | −4 | 1 |                                            |

| 1998. június 10. 17:30 |

| Brazília                          | 2–1                         | Skócia                 |
| --------------------------------- | --------------------------- | ---------------------- |
| César Sampaio 4' Boyd 73' (öngól) | (1–1) Jegyzőkönyv Részletek | Collins 38' (11-esből) |

| Stade de France, Saint-Denis Nézőszám: 80 000 Játékvezető: José García Aranda (spanyol) |

| 1998. június 10. 21:00 |

| Marokkó              | 2–2                         | Norvégia                   |
| -------------------- | --------------------------- | -------------------------- |
| Hadzsí 38' Hadda 59' | (1–0) Jegyzőkönyv Részletek | Síbú 46' (öngól) Eggen 60' |

| Stade de la Mosson, Montpellier Nézőszám: 29 800 Játékvezető: Phirom Anpraszöt (thaiföldi) |

| 1998. június 16. 17:30 |

| Skócia     | 1–1                         | Norvégia   |
| ---------- | --------------------------- | ---------- |
| Burley 66' | (0–0) Jegyzőkönyv Részletek | H. Flo 46' |

| Parc Lescure, Bordeaux Nézőszám: 31 800 Játékvezető: Vágner László (magyar) |

| 1998. június 16. 21:00 |

| Brazília                            | 3–0                         | Marokkó |
| ----------------------------------- | --------------------------- | ------- |
| Ronaldo 9' Rivaldo 45+2' Bebeto 50' | (2–0) Jegyzőkönyv Részletek |         |

| Stade de la Beaujoire, Nantes Nézőszám: 35 500 Játékvezető: Nyikolaj Levnyikov (orosz) |

| 1998. június 23. 21:00 |

| Brazília   | 1–2                         | Norvégia                            |
| ---------- | --------------------------- | ----------------------------------- |
| Bebeto 78' | (0–0) Jegyzőkönyv Részletek | T. A. Flo 83' Rekdal 88' (11-esből) |

| Stade Vélodrome, Marseille Nézőszám: 55 000 Játékvezető: Esfandiar Baharmast (amerikai) |

| 1998. június 23. 21:00 |

| Skócia | 0–3                         | Marokkó                  |
| ------ | --------------------------- | ------------------------ |
|        | (0–1) Jegyzőkönyv Részletek | Baszír 22' 85' Hadda 46' |

| Stade Geoffroy-Guichard, Saint-Étienne Nézőszám: 30 600 Játékvezető: Ali Búdzsszajm (egyesült arab emirátusi) |

### B csoport
| Hely. | Csapat      | M | Gy | D | V | G+ | G– | Gk | P | Továbbjutás                                |
| ----- | ----------- | - | -- | - | - | -- | -- | -- | - | ------------------------------------------ |
| 1.    | Olaszország | 3 | 2  | 1 | 0 | 7  | 3  | +4 | 7 | Továbbjutott az egyenes kieséses szakaszba |
| 2.    | Chile       | 3 | 0  | 3 | 0 | 4  | 4  | 0  | 3 | Továbbjutott az egyenes kieséses szakaszba |
| 3.    | Ausztria    | 3 | 0  | 2 | 1 | 3  | 4  | −1 | 2 |                                            |
| 4.    | Kamerun     | 3 | 0  | 2 | 1 | 2  | 5  | −3 | 2 |                                            |

| 1998. június 11. 17:30 |

| Olaszország                        | 2–2                         | Chile         |
| ---------------------------------- | --------------------------- | ------------- |
| Vieri 10' R. Baggio 85' (11-esből) | (1–1) Jegyzőkönyv Részletek | Salas 45' 49' |

| Parc Lescure, Bordeaux Nézőszám: 31 800 Játékvezető: Lucien Bouchardeau (nigeri) |

| 1998. június 11. 21:00 |

| Kamerun    | 1–1                         | Ausztria    |
| ---------- | --------------------------- | ----------- |
| Njanka 78' | (0–0) Jegyzőkönyv Részletek | Polster 90' |

| Stade de Toulouse, Toulouse Nézőszám: 33 460 Játékvezető: Epifanio González (paraguayi) |

| 1998. június 17. 17:30 |

| Chile     | 1–1                         | Ausztria   |
| --------- | --------------------------- | ---------- |
| Salas 70' | (0–0) Jegyzőkönyv Részletek | Vastić 90' |

| Stade Geoffroy-Guichard, Saint-Étienne Nézőszám: 30 600 Játékvezető: Gamál al-Gandúr (egyiptomi) |

| 1998. június 17. 21:00 |

| Olaszország                | 3–0                         | Kamerun |
| -------------------------- | --------------------------- | ------- |
| Di Biagio 7' Vieri 75' 89' | (1–0) Jegyzőkönyv Részletek |         |

| Stade de la Mosson, Montpellier Nézőszám: 29 800 Játékvezető: Edward Lennie (ausztrál) |

| 1998. június 23. 16:00 |

| Olaszország             | 2–1                         | Ausztria              |
| ----------------------- | --------------------------- | --------------------- |
| Vieri 49' R. Baggio 89' | (0–0) Jegyzőkönyv Részletek | Herzog 90' (11-esből) |

| Stade de France, Saint-Denis Nézőszám: 80 000 Játékvezető: Paul Durkin (angol) |

| 1998. június 23. 16:00 |

| Chile      | 1–1                         | Kamerun    |
| ---------- | --------------------------- | ---------- |
| Sierra 20' | (1–0) Jegyzőkönyv Részletek | M'Boma 55' |

| Stade de la Beaujoire, Nantes Nézőszám: 35 500 Játékvezető: Vágner László (magyar) |

### C csoport
| Hely. | Csapat                  | M | Gy | D | V | G+ | G– | Gk | P | Továbbjutás                                |
| ----- | ----------------------- | - | -- | - | - | -- | -- | -- | - | ------------------------------------------ |
| 1.    | Franciaország (R)       | 3 | 3  | 0 | 0 | 9  | 1  | +8 | 9 | Továbbjutott az egyenes kieséses szakaszba |
| 2.    | Dánia                   | 3 | 1  | 1 | 1 | 3  | 3  | 0  | 4 | Továbbjutott az egyenes kieséses szakaszba |
| 3.    | Dél-afrikai Köztársaság | 3 | 0  | 2 | 1 | 3  | 6  | −3 | 2 |                                            |
| 4.    | Szaúd-Arábia            | 3 | 0  | 1 | 2 | 2  | 7  | −5 | 1 |                                            |

| 1998. június 12. 17:30 |

| Szaúd-Arábia | 0–1                         | Dánia      |
| ------------ | --------------------------- | ---------- |
|              | (0–0) Jegyzőkönyv Részletek | Rieper 69' |

| Stade Félix Bollaert, Lens Nézőszám: 38 140 Játékvezető: Javier Castrilli (argentin) |

| 1998. június 12. 21:00 |

| Franciaország                            | 3–0                         | Dél-afrikai Köztársaság |
| ---------------------------------------- | --------------------------- | ----------------------- |
| Dugarry 36' Issa 77' (öngól) Henry 90+2' | (1–0) Jegyzőkönyv Részletek |                         |

| Stade Vélodrome, Marseille Nézőszám: 55 000 Játékvezető: Márcio Rezende de Freitas (brazil) |

| 1998. június 18. 17:30 |

| Dél-afrikai Köztársaság | 1–1                         | Dánia       |
| ----------------------- | --------------------------- | ----------- |
| McCarthy 51'            | (0–1) Jegyzőkönyv Részletek | Nielsen 12' |

| Stade de Toulouse, Toulouse Nézőszám: 33 300 Játékvezető: John Toro Rendón (kolumbiai) |

| 1998. június 18. 21:00 |

| Franciaország                            | 4–0                         | Szaúd-Arábia |
| ---------------------------------------- | --------------------------- | ------------ |
| Henry 37' 78' Trezeguet 68' Lizarazu 85' | (1–0) Jegyzőkönyv Részletek |              |

| Stade de France, Saint-Denis Nézőszám: 80 000 Játékvezető: Arturo Brizio Carter (mexikói) |

| 1998. június 24. 16:00 |

| Franciaország                      | 2–1                         | Dánia                     |
| ---------------------------------- | --------------------------- | ------------------------- |
| Djorkaeff 12' (11-esből) Petit 56' | (1–1) Jegyzőkönyv Részletek | M. Laudrup 42' (11-esből) |

| Stade de Gerland, Lyon Nézőszám: 39 100 Játékvezető: Pierluigi Collina (olasz) |

| 1998. június 24. 16:00 |

| Dél-afrikai Köztársaság       | 2–2                         | Szaúd-Arábia                                        |
| ----------------------------- | --------------------------- | --------------------------------------------------- |
| Bartlett 18' 90+3' (11-esből) | (1–1) Jegyzőkönyv Részletek | Al-Jaber 45+2' (11-esből) al-Tunajan 74' (11-esből) |

| Parc Lescure, Bordeaux Nézőszám: 31 800 Játékvezető: Mario Sánchez Yanten (chilei) |

### D csoport
| Hely. | Csapat        | M | Gy | D | V | G+ | G– | Gk | P | Továbbjutás                                |
| ----- | ------------- | - | -- | - | - | -- | -- | -- | - | ------------------------------------------ |
| 1.    | Nigéria       | 3 | 2  | 0 | 1 | 5  | 5  | 0  | 6 | Továbbjutott az egyenes kieséses szakaszba |
| 2.    | Paraguay      | 3 | 1  | 2 | 0 | 3  | 1  | +2 | 5 | Továbbjutott az egyenes kieséses szakaszba |
| 3.    | Spanyolország | 3 | 1  | 1 | 1 | 8  | 4  | +4 | 4 |                                            |
| 4.    | Bulgária      | 3 | 0  | 1 | 2 | 1  | 7  | −6 | 1 |                                            |

| 1998. június 12. 14:30 |

| Paraguay | 0–0                   | Bulgária |
| -------- | --------------------- | -------- |
|          | Jegyzőkönyv Részletek |          |

| Stade de la Mosson, Montpellier Nézőszám: 29 800 Játékvezető: Abd er-Rahmán ez-Zejd (Szaúd-arábiai) |

| 1998. június 13. 14:30 |

| Spanyolország       | 2–3                         | Nigéria                                        |
| ------------------- | --------------------------- | ---------------------------------------------- |
| Hierro 20' Raúl 46' | (1–1) Jegyzőkönyv Részletek | Adepoju 24' Zubizarreta 73' (öngól) Oliseh 77' |

| Stade de la Beaujoire, Nantes Nézőszám: 33 257 Játékvezető: Esfandiar Baharmast (amerikai) |

| 1998. június 19. 17:30 |

| Nigéria    | 1–0                         | Bulgária |
| ---------- | --------------------------- | -------- |
| Ikpeba 26' | (1–0) Jegyzőkönyv Részletek |          |

| Parc des Princes, Paris Nézőszám: 45 500 Játékvezető: Mario Sánchez Yanten (chilei) |

| 1998. június 19. 21:00 |

| Spanyolország | 0–0                   | Paraguay |
| ------------- | --------------------- | -------- |
|               | Jegyzőkönyv Részletek |          |

| Stade Geoffroy-Guichard, Saint-Étienne Nézőszám: 30 600 Játékvezető: Ian McLeod (dél-afrikai) |

| 1998. június 24. 21:00 |

| Nigéria   | 1–3                         | Paraguay                         |
| --------- | --------------------------- | -------------------------------- |
| Oruma 10' | (1–1) Jegyzőkönyv Részletek | Ayala 1' Benítez 58' Cardozo 86' |

| Stade de Toulouse, Toulouse Nézőszám: 33 500 Játékvezető: Phirom Anpraszöt (thaiföldi) |

| 1998. június 24. 21:00 |

| Spanyolország                                                                       | 6–1                         | Bulgária        |
| ----------------------------------------------------------------------------------- | --------------------------- | --------------- |
| Hierro 5' (11-esből) Luis Enrique 18' Morientes 53' 80' Bacsev 88' (öngól) Kiko 90' | (2–0) Jegyzőkönyv Részletek | Kosztadinov 56' |

| Stade Félix-Bollaert, Lens Nézőszám: 38 100 Játékvezető: Mario van der Ende (holland) |

### E csoport
| Hely. | Csapat    | M | Gy | D | V | G+ | G– | Gk | P | Továbbjutás                                |
| ----- | --------- | - | -- | - | - | -- | -- | -- | - | ------------------------------------------ |
| 1.    | Hollandia | 3 | 1  | 2 | 0 | 7  | 2  | +5 | 5 | Továbbjutott az egyenes kieséses szakaszba |
| 2.    | Mexikó    | 3 | 1  | 2 | 0 | 7  | 5  | +2 | 5 | Továbbjutott az egyenes kieséses szakaszba |
| 3.    | Belgium   | 3 | 0  | 3 | 0 | 3  | 3  | 0  | 3 |                                            |
| 4.    | Dél-Korea | 3 | 0  | 1 | 2 | 2  | 9  | −7 | 1 |                                            |

| 1998. június 13. 17:30 |

| Dél-Korea      | 1–3                         | Mexikó                       |
| -------------- | --------------------------- | ---------------------------- |
| Ha Szokcsu 28' | (1–0) Jegyzőkönyv Részletek | Peláez 51' Hernández 74' 84' |

| Stade de Gerland, Lyon Nézőszám: 39 100 Játékvezető: Günter Benkö (osztrák) |

| 1998. június 13. 21:00 |

| Hollandia | 0–0                   | Belgium |
| --------- | --------------------- | ------- |
|           | Jegyzőkönyv Részletek |         |

| Stade de France, Saint-Denis Nézőszám: 75 000 Játékvezető: Pierluigi Collina (olasz) |

| 1998. június 20. 17:30 |

| Belgium         | 2–2                         | Mexikó                                |
| --------------- | --------------------------- | ------------------------------------- |
| Wilmots 43' 47' | (1–0) Jegyzőkönyv Részletek | García Aspe 55' (11-esből) Blanco 62' |

| Parc Lescure, Bordeaux Nézőszám: 31 800 Játékvezető: Hugh Dallas (skót) |

| 1998. június 20. 21:00 |

| Hollandia                                                           | 5–0                         | Dél-Korea |
| ------------------------------------------------------------------- | --------------------------- | --------- |
| Cocu 38' Overmars 42' Bergkamp 71' Van Hooijdonk 80' R. de Boer 83' | (2–0) Jegyzőkönyv Részletek |           |

| Stade Vélodrome, Marseille Nézőszám: 55 000 Játékvezető: Ryszard Wójcik (lengyel) |

| 1998. június 25. 16:00 |

| Hollandia              | 2–2                         | Mexikó                     |
| ---------------------- | --------------------------- | -------------------------- |
| Cocu 4' R. de Boer 18' | (2–0) Jegyzőkönyv Részletek | Peláez 75' Hernández 90+4' |

| Stade Geoffroy-Guichard, Saint-Étienne Nézőszám: 30 600 Játékvezető: Abd er-Rahmán ez-Zejd (Szaúd-arábiai) |

| 1998. június 25. 16:00 |

| Belgium  | 1–1                         | Dél-Korea         |
| -------- | --------------------------- | ----------------- |
| Nilis 7' | (1–0) Jegyzőkönyv Részletek | Ju Szangcshol 71' |

| Parc des Princes, Párizs Nézőszám: 45 500 Játékvezető: Márcio Rezende de Freitas (brazil) |

### F csoport
| Hely. | Csapat           | M | Gy | D | V | G+ | G– | Gk | P | Továbbjutás                                |
| ----- | ---------------- | - | -- | - | - | -- | -- | -- | - | ------------------------------------------ |
| 1.    | Németország      | 3 | 2  | 1 | 0 | 6  | 2  | +4 | 7 | Továbbjutott az egyenes kieséses szakaszba |
| 2.    | Jugoszlávia      | 3 | 2  | 1 | 0 | 4  | 2  | +2 | 7 | Továbbjutott az egyenes kieséses szakaszba |
| 3.    | Irán             | 3 | 1  | 0 | 2 | 2  | 4  | −2 | 3 |                                            |
| 4.    | Egyesült Államok | 3 | 0  | 0 | 3 | 1  | 5  | −4 | 0 |                                            |

| 1998. június 14. 17:30 |

| Jugoszlávia    | 1–0                         | Irán |
| -------------- | --------------------------- | ---- |
| Mihajlović 72' | (0–0) Jegyzőkönyv Részletek |      |

| Stade Geoffroy-Guichard, Saint-Étienne Nézőszám: 30 392 Játékvezető: Alberto Tejada Noriega (perui) |

| 1998. június 15. 21:00 |

| Németország              | 2–0                         | Egyesült Államok |
| ------------------------ | --------------------------- | ---------------- |
| Möller 10' Klinsmann 67' | (1–0) Jegyzőkönyv Részletek |                  |

| Parc des Princes, Párizs Nézőszám: 43 815 Játékvezető: Szaíd Belkola (marokkói) |

| 1998. június 21. 14:30 |

| Németország                         | 2–2                         | Jugoszlávia                 |
| ----------------------------------- | --------------------------- | --------------------------- |
| Mihajlović 72' (öngól) Bierhoff 78' | (0–1) Jegyzőkönyv Részletek | Mijatović 13' Stojković 52' |

| Stade Félix-Bollaert, Lens Nézőszám: 38 100 Játékvezető: Kim Milton Nielsen (dán) |

| 1998. június 21. 21:00 |

| Egyesült Államok | 1–2                         | Irán                       |
| ---------------- | --------------------------- | -------------------------- |
| McBride 87'      | (0–1) Jegyzőkönyv Részletek | Esztili 40' Mahdavikia 84' |

| Stade de Gerland, Lyon Nézőszám: 39 100 Játékvezető: Urs Meier (svájci) |

| 1998. június 25. 21:00 |

| Egyesült Államok | 0–1                         | Jugoszlávia    |
| ---------------- | --------------------------- | -------------- |
|                  | (0–1) Jegyzőkönyv Részletek | Komljenović 4' |

| Stade de la Beaujoire, Nantes Nézőszám: 35 500 Játékvezető: Gamál al-Gandúr (egyiptomi) |

| 1998. június 25. 21:00 |

| Németország                | 2–0                         | Irán |
| -------------------------- | --------------------------- | ---- |
| Bierhoff 50' Klinsmann 57' | (0–0) Jegyzőkönyv Részletek |      |

| Stade de la Mosson, Montpellier Nézőszám: 29 800 Játékvezető: Epifanio González (paraguayi) |

### G csoport
| Hely. | Csapat   | M | Gy | D | V | G+ | G– | Gk | P | Továbbjutás                                |
| ----- | -------- | - | -- | - | - | -- | -- | -- | - | ------------------------------------------ |
| 1.    | Románia  | 3 | 2  | 1 | 0 | 4  | 2  | +2 | 7 | Továbbjutott az egyenes kieséses szakaszba |
| 2.    | Anglia   | 3 | 2  | 0 | 1 | 5  | 2  | +3 | 6 | Továbbjutott az egyenes kieséses szakaszba |
| 3.    | Kolumbia | 3 | 1  | 0 | 2 | 1  | 3  | −2 | 3 |                                            |
| 4.    | Tunézia  | 3 | 0  | 1 | 2 | 1  | 4  | −3 | 1 |                                            |

| 1998. június 15. 14:30 |

| Anglia                  | 2–0                         | Tunézia |
| ----------------------- | --------------------------- | ------- |
| Shearer 43' Scholes 89' | (1–0) Jegyzőkönyv Részletek |         |

| Stade Vélodrome, Marseille Nézőszám: 54 587 Játékvezető: Okada Maszajosi (japán) |

| 1998. június 15. 17:30 |

| Románia  | 1–0                         | Kolumbia |
| -------- | --------------------------- | -------- |
| Ilie 45' | (1–0) Jegyzőkönyv Részletek |          |

| Stade de Gerland, Lyon Nézőszám: 37 572 Játékvezető: Lim Kee Chong (mauritiusi) |

| 1998. június 22. 17:30 |

| Kolumbia     | 1–0                         | Tunézia |
| ------------ | --------------------------- | ------- |
| Preciado 83' | (0–0) Jegyzőkönyv Részletek |         |

| Stade de la Mosson, Montpellier Nézőszám: 29 800 Játékvezető: Bernd Heynemann (német) |

| 1998. június 22. 21:00 |

| Románia                   | 2–1                         | Anglia   |
| ------------------------- | --------------------------- | -------- |
| Moldovan 46' Petrescu 90' | (0–0) Jegyzőkönyv Részletek | Owen 81' |

| Stade de Toulouse, Toulouse Nézőszám: 33 500 Játékvezető: Marc Batta (francia) |

| 1998. június 26. 21:00 |

| Kolumbia | 0–2                         | Anglia                   |
| -------- | --------------------------- | ------------------------ |
|          | (0–2) Jegyzőkönyv Részletek | Anderton 20' Beckham 29' |

| Stade Félix-Bollaert, Lens Nézőszám: 38 100 Játékvezető: Arturo Brizio Carter (mexikói) |

| 1998. június 26. 21:00 |

| Románia      | 1–1                         | Tunézia                |
| ------------ | --------------------------- | ---------------------- |
| Moldovan 72' | (0–1) Jegyzőkönyv Részletek | Souayah 12' (11-esből) |

| Stade de France, Saint-Denis Nézőszám: 77 000 Játékvezető: Edward Lennie (ausztrál) |

### H csoport
| Hely. | Csapat       | M | Gy | D | V | G+ | G– | Gk | P | Továbbjutás                                |
| ----- | ------------ | - | -- | - | - | -- | -- | -- | - | ------------------------------------------ |
| 1.    | Argentína    | 3 | 3  | 0 | 0 | 7  | 0  | +7 | 9 | Továbbjutott az egyenes kieséses szakaszba |
| 2.    | Horvátország | 3 | 2  | 0 | 1 | 4  | 2  | +2 | 6 | Továbbjutott az egyenes kieséses szakaszba |
| 3.    | Jamaica      | 3 | 1  | 0 | 2 | 3  | 9  | −6 | 3 |                                            |
| 4.    | Japán        | 3 | 0  | 0 | 3 | 1  | 4  | −3 | 0 |                                            |

| 1998. június 14. 14:30 |

| Argentína     | 1–0                         | Japán |
| ------------- | --------------------------- | ----- |
| Batistuta 28' | (1–0) Jegyzőkönyv Részletek |       |

| Stade de Toulouse, Toulouse Nézőszám: 33 400 Játékvezető: Mario van der Ende (holland) |

| 1998. június 14. 21:00 |

| Jamaica   | 1–3                         | Horvátország                        |
| --------- | --------------------------- | ----------------------------------- |
| Earle 45' | (1–1) Jegyzőkönyv Részletek | Stanić 27' Prosinečki 53' Šuker 69' |

| Stade Félix-Bollaert, Lens Nézőszám: 38 058 Játékvezető: Vítor Melo Pereira (portugál) |

| 1998. június 20. 14:30 |

| Japán | 0–1                         | Horvátország |
| ----- | --------------------------- | ------------ |
|       | (0–0) Jegyzőkönyv Részletek | Šuker 77'    |

| Stade de la Beaujoire, Nantes Nézőszám: 35 500 Játékvezető: Ramesh Ramdhan (Trinidad és Tobagó-i) |

| 1998. június 21. 17:30 |

| Argentína                                       | 5–0                         | Jamaica |
| ----------------------------------------------- | --------------------------- | ------- |
| Ortega 31' 55' Batistuta 73' 78' 83' (11-esből) | (1–0) Jegyzőkönyv Részletek |         |

| Parc des Princes, Párizs Nézőszám: 45 000 Játékvezető: Rune Pedersen (norvég) |

| 1998. június 26. 16:00 |

| Argentína  | 1–0                         | Horvátország |
| ---------- | --------------------------- | ------------ |
| Pineda 36' | (1–0) Jegyzőkönyv Részletek |              |

| Parc Lescure, Bordeaux Nézőszám: 31 800 Játékvezető: Szaíd Belkola (marokkói) |

| 1998. június 26. 16:00 |

| Japán        | 1–2                         | Jamaica          |
| ------------ | --------------------------- | ---------------- |
| Nakajama 74' | (0–1) Jegyzőkönyv Részletek | Whitmore 39' 54' |

| Stade de Gerland, Lyon Nézőszám: 39 100 Játékvezető: Günter Benkö (osztrák) |

## Egyenes kieséses szakasz
|  |                            |               |                    |                         |                       |                       |                          |               |               |               |                     |                     |                     |  |  |       |       |       |
|  | Nyolcaddöntők              | Nyolcaddöntők | Nyolcaddöntők      |                         |                       | Negyeddöntők          | Negyeddöntők             | Negyeddöntők  |               |               | Elődöntők           | Elődöntők           | Elődöntők           |  |  | Döntő | Döntő | Döntő |
|  | Nyolcaddöntők              | Nyolcaddöntők | Nyolcaddöntők      |                         |                       | Negyeddöntők          | Negyeddöntők             | Negyeddöntők  |               |               | Elődöntők           | Elődöntők           | Elődöntők           |  |  | Döntő | Döntő | Döntő |
|  | június 27. – Marseille     |               |                    |                         |                       |                       |                          |               |               |               |                     |                     |                     |  |  |       |       |       |
|  |                            |               |                    |                         |                       |                       |                          |               |               |               |                     |                     |                     |  |  |       |       |       |
|  | B1                         | Olaszország   | 1                  |                         |                       |                       |                          |               |               |               |                     |                     |                     |  |  |       |       |       |
|  | B1                         | Olaszország   | 1                  | július 3. – Saint-Denis |                       |                       |                          |               |               |               |                     |                     |                     |  |  |       |       |       |
|  | A2                         | Norvégia      | 0                  |                         |                       |                       |                          |               |               |               |                     |                     |                     |  |  |       |       |       |
|  | A2                         | Norvégia      | 0                  |                         |                       | Olaszország           | Olaszország              | 0 (3)         |               |               |                     |                     |                     |  |  |       |       |       |
|  | június 28. – Lens          |               |                    |                         |                       | Olaszország           | Olaszország              | 0 (3)         |               |               |                     |                     |                     |  |  |       |       |       |
|  |                            |               | Franciaország      | Franciaország           | 0 (4)                 |                       |                          |               |               |               |                     |                     |                     |  |  |       |       |       |
|  | C1                         | Franciaország | Franciaország      | Franciaország           | 0 (4)                 | 1                     |                          |               |               |               |                     |                     |                     |  |  |       |       |       |
|  | C1                         | Franciaország |                    |                         |                       | 1                     | július 8. – Saint-Denis  |               |               |               |                     |                     |                     |  |  |       |       |       |
|  | D2                         | Paraguay      | 0                  |                         |                       |                       |                          |               |               |               |                     |                     |                     |  |  |       |       |       |
|  | D2                         | Paraguay      | 0                  |                         |                       | Franciaország         | Franciaország            | 2             |               |               |                     |                     |                     |  |  |       |       |       |
|  | június 29. – Montpellier   |               |                    |                         |                       | Franciaország         | Franciaország            | 2             |               |               |                     |                     |                     |  |  |       |       |       |
|  |                            |               | Horvátország       | Horvátország            | 1                     |                       |                          |               |               |               |                     |                     |                     |  |  |       |       |       |
|  | F1                         | Németország   | Horvátország       | Horvátország            | 1                     | 2                     |                          |               |               |               |                     |                     |                     |  |  |       |       |       |
|  | F1                         | Németország   | július 4. – Lyon   |                         |                       | 2                     |                          |               |               |               |                     |                     |                     |  |  |       |       |       |
|  | E2                         | Mexikó        | 1                  |                         |                       |                       |                          |               |               |               |                     |                     |                     |  |  |       |       |       |
|  | E2                         | Mexikó        | 1                  |                         |                       | Németország           | Németország              | 0             |               |               |                     |                     |                     |  |  |       |       |       |
|  | június 30. – Bordeaux      |               |                    |                         |                       | Németország           | Németország              | 0             |               |               |                     |                     |                     |  |  |       |       |       |
|  |                            |               | Horvátország       | Horvátország            | 3                     |                       |                          |               |               |               |                     |                     |                     |  |  |       |       |       |
|  | G1                         | Románia       | Horvátország       | Horvátország            | 3                     | 0                     |                          |               |               |               |                     |                     |                     |  |  |       |       |       |
|  | G1                         | Románia       |                    |                         |                       | 0                     | július 12. – Saint-Denis |               |               |               |                     |                     |                     |  |  |       |       |       |
|  | H2                         | Horvátország  | 1                  |                         |                       |                       |                          |               |               |               |                     |                     |                     |  |  |       |       |       |
|  | H2                         | Horvátország  | 1                  |                         |                       | Franciaország         | Franciaország            | 3             |               |               |                     |                     |                     |  |  |       |       |       |
|  | június 27. – Párizs        |               |                    |                         |                       | Franciaország         | Franciaország            | 3             |               |               |                     |                     |                     |  |  |       |       |       |
|  |                            |               | Brazília           | Brazília                | 0                     |                       |                          |               |               |               |                     |                     |                     |  |  |       |       |       |
|  | A1                         | Brazília      | Brazília           | Brazília                | 0                     | 4                     |                          |               |               |               |                     |                     |                     |  |  |       |       |       |
|  | A1                         | Brazília      | július 3. – Nantes |                         |                       | 4                     |                          |               |               |               |                     |                     |                     |  |  |       |       |       |
|  | B2                         | Chile         | 1                  |                         |                       |                       |                          |               |               |               |                     |                     |                     |  |  |       |       |       |
|  | B2                         | Chile         | 1                  |                         |                       | Brazília              | Brazília                 | 3             |               |               |                     |                     |                     |  |  |       |       |       |
|  | június 28. – Saint-Denis   |               |                    |                         |                       | Brazília              | Brazília                 | 3             |               |               |                     |                     |                     |  |  |       |       |       |
|  |                            |               | Dánia              | Dánia                   | 2                     |                       |                          |               |               |               |                     |                     |                     |  |  |       |       |       |
|  | D1                         | Nigéria       | Dánia              | Dánia                   | 2                     | 1                     |                          |               |               |               |                     |                     |                     |  |  |       |       |       |
|  | D1                         | Nigéria       |                    |                         |                       | 1                     | július 7. – Marseille    |               |               |               |                     |                     |                     |  |  |       |       |       |
|  | C2                         | Dánia         | 4                  |                         |                       |                       |                          |               |               |               |                     |                     |                     |  |  |       |       |       |
|  | C2                         | Dánia         | 4                  |                         |                       | Brazília              | Brazília                 | 1 (4)         |               |               |                     |                     |                     |  |  |       |       |       |
|  | június 29. – Toulouse      |               |                    |                         |                       | Brazília              | Brazília                 | 1 (4)         |               |               |                     |                     |                     |  |  |       |       |       |
|  |                            |               | Hollandia          | Hollandia               | 1 (2)                 |                       |                          | Bronzmérkőzés | Bronzmérkőzés | Bronzmérkőzés |                     |                     |                     |  |  |       |       |       |
|  | E1                         | Hollandia     | Hollandia          | Hollandia               | 1 (2)                 | 2                     |                          |               |               | Bronzmérkőzés |                     |                     |                     |  |  |       |       |       |
|  | E1                         | Hollandia     |                    |                         | július 4. – Marseille | július 4. – Marseille | július 4. – Marseille    |               |               |               | július 11. – Párizs | július 11. – Párizs | július 11. – Párizs |  |  |       |       |       |
|  | F2                         | Jugoszlávia   | 1                  |                         | július 4. – Marseille | július 4. – Marseille | július 4. – Marseille    |               |               |               | július 11. – Párizs | július 11. – Párizs | július 11. – Párizs |  |  |       |       |       |
|  | F2                         | Jugoszlávia   | 1                  |                         |                       | Hollandia             | Hollandia                | 2             | Horvátország  | Horvátország  | 2                   |                     |                     |  |  |       |       |       |
|  | június 30. – Saint-Étienne |               |                    |                         |                       | Hollandia             | Hollandia                | 2             | Horvátország  | Horvátország  | 2                   |                     |                     |  |  |       |       |       |
|  |                            |               | Argentína          | Argentína               | 1                     |                       |                          | Hollandia     | Hollandia     | 1             |                     |                     |                     |  |  |       |       |       |
|  | H1                         | Argentína     | Argentína          | Argentína               | 1                     | 2 (4)                 |                          | Hollandia     | Hollandia     | 1             |                     |                     |                     |  |  |       |       |       |
|  | H1                         | Argentína     |                    |                         |                       |                       |                          |               |               |               |                     |                     |                     |  |  |       |       |       |
|  | G2                         | Anglia        | 2 (3)              |                         |                       |                       |                          |               |               |               |                     |                     |                     |  |  |       |       |       |
|  | G2                         | Anglia        | 2 (3)              |                         |                       |                       |                          |               |               |               |                     |                     |                     |  |  |       |       |       |

### Nyolcaddöntők
| 1998. június 27. 16:30 |

| Olaszország | 1–0                         | Norvégia |
| ----------- | --------------------------- | -------- |
| Vieri 18'   | (1–0) Jegyzőkönyv Részletek |          |

| Stade Vélodrome, Marseille Nézőszám: 55 000 Játékvezető: Bernd Heynemann (német) |

| 1998. június 27. 21:00 |

| Brazília                                           | 4–1                         | Chile     |
| -------------------------------------------------- | --------------------------- | --------- |
| César Sampaio 11' 26' Ronaldo 45+3' (11-esből) 72' | (3–0) Jegyzőkönyv Részletek | Salas 70' |

| Parc des Princes, Párizs Nézőszám: 45 500 Játékvezető: Marc Batta (francia) |

| 1998. június 28. 16:30 |

| Franciaország | 1–0 (h. u.)                           | Paraguay |
| ------------- | ------------------------------------- | -------- |
| Blanc 113'    | (0–0, 0–0, 0–0) Jegyzőkönyv Részletek |          |

| Stade Félix-Bollaert, Lens Nézőszám: 38 100 Játékvezető: Ali Búdzsszajm (egyesült arab emírségekbeli) |

| 1998. június 28. 21:00 |

| Nigéria       | 1–4                         | Dánia                                        |
| ------------- | --------------------------- | -------------------------------------------- |
| Babangida 78' | (0–2) Jegyzőkönyv Részletek | Møller 3' B. Laudrup 12' Sand 60' Helveg 76' |

| Stade de France, Saint-Denis Nézőszám: 77 000 Játékvezető: Urs Meier (svájci) |

| 1998. június 29. 16:30 |

| Németország                | 2–1                         | Mexikó        |
| -------------------------- | --------------------------- | ------------- |
| Klinsmann 74' Bierhoff 86' | (0–0) Jegyzőkönyv Részletek | Hernández 47' |

| Stade de la Mosson, Montpellier Nézőszám: 29 800 Játékvezető: Vítor Melo Pereira (portugál) |

| 1998. június 29. 21:00 |

| Hollandia                 | 2–1                         | Jugoszlávia     |
| ------------------------- | --------------------------- | --------------- |
| Bergkamp 38' Davids 90+2' | (1–0) Jegyzőkönyv Részletek | Komljenović 48' |

| Stade de Toulouse, Toulouse Nézőszám: 33 500 Játékvezető: José García Aranda (spanyol) |

| 1998. június 30. 16:30 |

| Románia | 0–1                         | Horvátország           |
| ------- | --------------------------- | ---------------------- |
|         | (0–1) Jegyzőkönyv Részletek | Šuker 45+2' (11-esből) |

| Parc Lescure, Bordeaux Nézőszám: 31 800 Játékvezető: Javier Castrilli (argentin) |

| 1998. június 30. 21:00 |

| Argentína                             | 2–2 (h. u.)                           | Anglia                          |
| ------------------------------------- | ------------------------------------- | ------------------------------- |
| Batistuta 6' (11-esből) Zanetti 45+1' | (2–2, 2–2, 2–2) Jegyzőkönyv Részletek | Shearer 10' (11-esből) Owen 16' |
| Büntetőpárbaj                         |                                       |                                 |
| Berti Crespo Verón Gallardo Ayala     | 4–3                                   | Shearer Ince Merson Owen Batty  |

| Stade Geoffroy-Guichard, Saint-Étienne Nézőszám: 30 600 Játékvezető: Kim Milton Nielsen (dán) |

### Negyeddöntők
| 1998. július 3. 16:30 |

| Olaszország                                    | 0–0 (h. u.)           | Franciaország                         |
| ---------------------------------------------- | --------------------- | ------------------------------------- |
|                                                | Jegyzőkönyv Részletek |                                       |
| Büntetőpárbaj                                  |                       |                                       |
| R. Baggio Albertini Costacurta Vieri Di Biagio | 3–4                   | Zidane Lizarazu Trezeguet Henry Blanc |

| Stade de France, Saint-Denis Nézőszám: 77 000 Játékvezető: Hugh Dallas (skót) |

| 1998. július 3. 21:00 |

| Brazília                   | 3–2                         | Dánia                       |
| -------------------------- | --------------------------- | --------------------------- |
| Bebeto 10' Rivaldo 25' 59' | (2–1) Jegyzőkönyv Részletek | Jørgensen 2' B. Laudrup 50' |

| Stade de la Beaujoire, Nantes Nézőszám: 35 500 Játékvezető: Gamál al-Gandúr (egyiptomi) |

| 1998. július 4. 16:30 |

| Hollandia                 | 2–1                         | Argentína |
| ------------------------- | --------------------------- | --------- |
| Kluivert 12' Bergkamp 90' | (1–1) Jegyzőkönyv Részletek | López 17' |

| Stade Vélodrome, Marseille Nézőszám: 55 000 Játékvezető: Arturo Brizio Carter (mexikói) |

| 1998. július 4. 21:00 |

| Németország | 0–3                         | Horvátország                      |
| ----------- | --------------------------- | --------------------------------- |
|             | (0–1) Jegyzőkönyv Részletek | Jarni 45+3' Vlaović 80' Šuker 85' |

| Stade de Gerland, Lyon Nézőszám: 39 100 Játékvezető: Rune Pedersen (norvég) |

### Elődöntők
| 1998. július 7. 21:00 |

| Brazília                      | 1–1 (h. u.)                           | Hollandia                           |
| ----------------------------- | ------------------------------------- | ----------------------------------- |
| Ronaldo 46'                   | (0–0, 1–1, 1–1) Jegyzőkönyv Részletek | Kluivert 87'                        |
| Büntetőpárbaj                 |                                       |                                     |
| Ronaldo Rivaldo Emerson Dunga | 4–2                                   | F. de Boer Bergkamp Cocu R. de Boer |

| Stade Vélodrome, Marseille Nézőszám: 54 000 Játékvezető: Ali Búdzsszajm (egyesült arab emírségekbeli) |

| 1998. július 8. 21:00 |

| Franciaország  | 2–1                         | Horvátország |
| -------------- | --------------------------- | ------------ |
| Thuram 47' 70' | (0–0) Jegyzőkönyv Részletek | Šuker 46'    |

| Stade de France, Saint-Denis Nézőszám: 76 000 Játékvezető: José García Aranda (spanyol) |

### Bronzmérkőzés
| 1998. július 11. 21:00 |

| Hollandia  | 1–2                         | Horvátország             |
| ---------- | --------------------------- | ------------------------ |
| Zenden 22' | (1–2) Jegyzőkönyv Részletek | Prosinečki 14' Šuker 36' |

| Parc des Princes, Párizs Nézőszám: 45 500 Játékvezető: Epifanio González (paraguayi) |

### Döntő
| 1998. július 12. 21:00 |

| Brazília | 0–3               | Franciaország                |
| -------- | ----------------- | ---------------------------- |
|          | (0–2) Jegyzőkönyv | Zidane 27' 45+1' Petit 90+3' |

| Stade de France, Saint-Denis Nézőszám: 80 000 Játékvezető: Szaíd Belkola (marokkói) |

| Az 1998-as labdarúgó-világbajnokság győztese |
| -------------------------------------------- |
| · Franciaország · 1. cím                     |

## Díjak
- A Legjobb fiatal játékos díját először 2006-ban adták át, a FIFA 1958-ig visszamenőleg megnevezte a díjazottat.

| Aranycipő                | Ezüstcipő         | Bronzcipő       |
| ------------------------ | ----------------- | --------------- |
| Davor Šuker              | Gabriel Batistuta | Christian Vieri |
| 6 gólos                  | 5 gólos           | 5 gólos         |
| Aranylabda               | Ezüstlabda        | Bronzlabda      |
| Ronaldo                  | Davor Šuker       | Lilian Thuram   |
| Lev Jasin-díj            |                   |                 |
| Fabien Barthez           |                   |                 |
| Legjobb fiatal játékos   |                   |                 |
| Michael Owen             |                   |                 |
| FIFA Fair Play-díj       |                   |                 |
| Anglia · Franciaország   |                   |                 |
| Legszórakoztatóbb csapat |                   |                 |
| Franciaország            |                   |                 |

All-star csapat
| Kapusok                            | Védők                                                                     | Középpályások                                              | Csatárok                                          |
| ---------------------------------- | ------------------------------------------------------------------------- | ---------------------------------------------------------- | ------------------------------------------------- |
| Fabien Barthez José Luis Chilavert | Roberto Carlos Marcel Desailly Lilian Thuram Frank de Boer Carlos Gamarra | Dunga Rivaldo Michael Laudrup Zinédine Zidane Edgar Davids | Ronaldo Davor Šuker Brian Laudrup Dennis Bergkamp |

## Gólszerzők
6 gólos
- Davor Šuker

5 gólos
- Gabriel Batistuta
- Christian Vieri

4 gólos
- Ronaldo
- Marcelo Salas
- Luis Hernández

3 gólos
- Bebeto
- César Sampaio
- Rivaldo
- Thierry Henry
- Oliver Bierhoff
- Jürgen Klinsmann
- Dennis Bergkamp

2 gólos
- Ariel Ortega
- Marc Wilmots
- Robert Prosinečki
- Brian Laudrup
- Alan Shearer
- Michael Owen
- Emmanuel Petit
- Lilian Thuram
- Zinédine Zidane
- Roberto Baggio
- Theodore Whitmore
- Ricardo Peláez
- Szaláháddín Baszír
- Abdeljalil Hadda
- Phillip Cocu
- Ronald de Boer
- Patrick Kluivert
- Viorel Moldovan
- Shaun Bartlett
- Fernando Hierro
- Fernando Morientes
- Slobodan Komljenović

1 gólos
- Claudio López
- Mauricio Pineda
- Javier Zanetti
- Andreas Herzog
- Toni Polster
- Ivica Vastić
- Luc Nilis
- Emil Kosztadinov
- Patrick M’Boma
- Pierre Njanka
- José Luis Sierra
- Léider Preciado
- Robert Jarni
- Mario Stanić
- Goran Vlaović
- Thomas Helveg
- Martin Jørgensen
- Michael Laudrup
- Peter Møller
- Allan Nielsen
- Marc Rieper
- Ebbe Sand
- Darren Anderton
- David Beckham
- Paul Scholes
- Laurent Blanc
- Youri Djorkaeff
- Christophe Dugarry
- Bixente Lizarazu
- David Trezeguet
- Andreas Möller
- Mehdi Mahdavi-Kija
- Hamid Esztili
- Luigi Di Biagio
- Robbie Earle
- Nakajama Maszasi
- Cuauhtémoc Blanco
- Alberto García Aspe
- Musztafí Hadzsí
- Edgar Davids
- Marc Overmars
- Pierre van Hooijdonk
- Boudewijn Zenden
- Mutiu Adepoju
- Tijjani Babangida
- Victor Ikpeba
- Sunday Oliseh
- Wilson Oruma
- Dan Eggen
- Håvard Flo
- Tore André Flo
- Kjetil Rekdal
- Celso Ayala
- Miguel Ángel Benítez
- José Cardozo
- Adrian Ilie
- Dan Petrescu
- Sami Al-Jaber
- Juszuf al-Tunajan
- Craig Burley
- John Collins
- Benni McCarthy
- Ha Szokcsu
- Ju Szangcshol
- Kiko
- Luis Enrique
- Raúl
- Skander Souayah
- Brian McBride
- Siniša Mihajlović
- Predrag Mijatović
- Dragan Stojković

Öngólos
- Georgi Bacsev (Spanyolország ellen)
- Júszef Síbú (Norvégia ellen)
- Tom Boyd (Brazília ellen)
- Pierre Issa (Franciaország ellen)
- Andoni Zubizarreta (Nigéria ellen)
- Siniša Mihajlović (Németország ellen)

## Végeredmény
Az első négy helyezett utáni sorrend nem tekinthető hivatalosnak, mivel ezekért a helyekért nem játszottak mérkőzéseket. Ezért e helyezések meghatározása a következők szerint történt:
1. több szerzett pont (a 11-esekkel eldöntött találkozók a hosszabbítást követő eredménnyel, döntetlenként vannak feltüntetve),

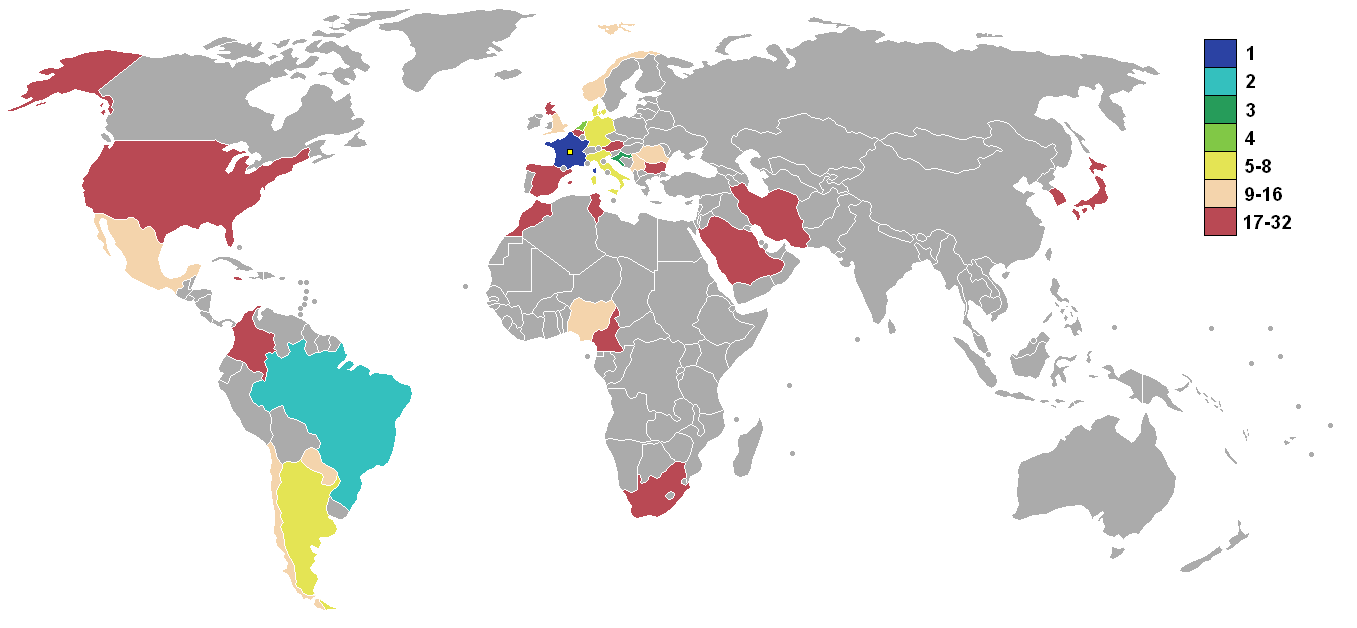
Az 1998-as labdarúgó-világbajnokságon részt vevő országok helyezései

2. jobb gólkülönbség,
3. több szerzett gól,
4. nemzetnév.

| Hely. | Csapat                  | M | Gy | D | V | G+ | G– | Gk  | P  |
| ----- | ----------------------- | - | -- | - | - | -- | -- | --- | -- |
|       | Franciaország (R)       | 7 | 6  | 1 | 0 | 15 | 2  | +13 | 19 |
|       | Brazília                | 7 | 4  | 1 | 2 | 14 | 10 | +4  | 13 |
|       | Horvátország            | 7 | 5  | 0 | 2 | 11 | 5  | +6  | 15 |
| 4.    | Hollandia               | 7 | 3  | 3 | 1 | 13 | 7  | +6  | 12 |
|       |                         |   |    |   |   |    |    |     |    |
| 5.    | Olaszország             | 5 | 3  | 2 | 0 | 8  | 3  | +5  | 11 |
| 6.    | Németország             | 5 | 3  | 1 | 1 | 8  | 6  | +2  | 10 |
| 7.    | Argentína               | 5 | 3  | 1 | 1 | 10 | 4  | +6  | 10 |
| 8.    | Dánia                   | 5 | 2  | 1 | 2 | 9  | 7  | +2  | 7  |
|       |                         |   |    |   |   |    |    |     |    |
| 9.    | Anglia                  | 4 | 2  | 1 | 1 | 7  | 4  | +3  | 7  |
| 10.   | Jugoszlávia             | 4 | 2  | 1 | 1 | 5  | 4  | +1  | 7  |
| 11.   | Románia                 | 4 | 2  | 1 | 1 | 4  | 3  | +1  | 7  |
| 12.   | Nigéria                 | 4 | 2  | 0 | 2 | 6  | 9  | −3  | 6  |
| 13.   | Mexikó                  | 4 | 1  | 2 | 1 | 8  | 7  | +1  | 5  |
| 14.   | Paraguay                | 4 | 1  | 2 | 1 | 3  | 2  | +1  | 5  |
| 15.   | Norvégia                | 4 | 1  | 2 | 1 | 5  | 5  | 0   | 5  |
| 16.   | Chile                   | 4 | 0  | 3 | 1 | 5  | 8  | −3  | 3  |
|       |                         |   |    |   |   |    |    |     |    |
| 17.   | Spanyolország           | 3 | 1  | 1 | 1 | 8  | 4  | +4  | 4  |
| 18.   | Marokkó                 | 3 | 1  | 1 | 1 | 5  | 5  | 0   | 4  |
| 19.   | Belgium                 | 3 | 0  | 3 | 0 | 3  | 3  | 0   | 3  |
| 20.   | Irán                    | 3 | 1  | 0 | 2 | 2  | 4  | −2  | 3  |
| 21.   | Kolumbia                | 3 | 1  | 0 | 2 | 1  | 3  | −2  | 3  |
| 22.   | Jamaica                 | 3 | 1  | 0 | 2 | 3  | 9  | −6  | 3  |
| 23.   | Ausztria                | 3 | 0  | 2 | 1 | 3  | 4  | −1  | 2  |
| 24.   | Dél-afrikai Köztársaság | 3 | 0  | 2 | 1 | 3  | 6  | −3  | 2  |
| 25.   | Kamerun                 | 3 | 0  | 2 | 1 | 2  | 5  | −3  | 2  |
| 26.   | Tunézia                 | 3 | 0  | 1 | 2 | 1  | 4  | −3  | 1  |
| 27.   | Skócia                  | 3 | 0  | 1 | 2 | 2  | 6  | −4  | 1  |
| 28.   | Szaúd-Arábia            | 3 | 0  | 1 | 2 | 2  | 7  | −5  | 1  |
| 29.   | Bulgária                | 3 | 0  | 1 | 2 | 1  | 7  | −6  | 1  |
| 30.   | Dél-Korea               | 3 | 0  | 1 | 2 | 2  | 9  | −7  | 1  |
| 31.   | Japán                   | 3 | 0  | 0 | 3 | 1  | 4  | −3  | 0  |
| 32.   | Egyesült Államok        | 3 | 0  | 0 | 3 | 1  | 5  | −4  | 0  |

## Közvetítések
Magyarországon az addigi vb-khez hasonlóan az MTV rendelkezett a közvetítési jogokkal. Valamennyi mérkőzés élőben került képernyőre, kivéve az utolsó csoportkör párhuzamos mérkőzései, amelyekről összefoglaló készült. A negyeddöntőig a közvetítések fele-fele arányban voltak láthatók az MTV1 és az MTV2 csatornán, a kommentátorok Knézy Jenő és Gundel Takács Gábor voltak. A legjobb négy mérkőzéseit az egyes csatornán, Knézy Jenő kommentálásával sugározták.